# Резчиков, Владимир Васильевич
Владимир Васильевич Резчиков — советский хозяйственный и государственный деятель, Герой Социалистического Труда.

## Биография
Родился 22 мая 1930 году в Московской области. Член КПСС.
В 1943—1998 — кровельщик, помощник машиниста, машинист паровоза, машинист электровоза, машинист-инструктор локомотивного депо Москва III Московской железной дороги.
Указом Президиума Верховного Совета СССР от 4 мая 1971 года присвоено звание Героя Социалистического Труда с вручением ордена Ленина и золотой медали «Серп и Молот».
Делегат XXIV съезда КПСС.
Умер 13 июня 1998 году в Москве. Похоронен на Бабушкинском кладбище.

## Награды и звания
- Герой Социалистического Труда (04.05.1971)
- Орден Ленина (04.05.1971)
- Орден Трудового Красного Знамени (04.08.1966)